# Фитьківська сільська рада
Фитьківська сільська рада — орган місцевого самоврядування у Надвірнянському районі Івано-Франківської області з адміністративним центром у с. Фитьків.

## Загальні відомості
Утворена 30 жовтня 1990 року.
Івано-Франківська обласна рада рішенням від 22 грудня 2008 року у Надвірнянському районі уточнила назву села Фітьків Фітьківської сільради на село Фитьків та перейменувала Фітьківську сільраду на Фитьківську.
Водоймища на території, підпорядкованій даній раді: річка Бистриця Надвірнянська.

## Населені пункти
Сільській раді підпорядковані населені пункти:
- с. Фитьків — населення 1 551 ос.; площа 14,110 км²; засноване в 1443 (колиш. назва Хутків)

## Склад ради
Рада складається з 20 депутатів та голови.